# Взрыв (миноносец)
Миноно́сец «Взрыв» — первый миноносец российской постройки, первый в мире мореходный миноносец. Входил в состав Балтийского флота.

## Постройка и служба
Заказан как «миноносная лодка» 17 декабря 1876 года и 26 февраля 1877 года заложен на заводе Берда в Санкт-Петербурге. За основу проекта взята конструкция мореходной яхты, типичная для середины 1870-х годов. Первый спуск на воду в присутствии генерал-адмирала прошёл неудачно и корабль лег на борт. Окончательно спущен на воду 13 августа 1877, вступил в строй в конце того же года. Вооружение состояло из одной неподвижной торпедной трубы и трех винтовок.

Минное вооружение миноносца состоит из одного подводного аппарата, состоящего из двух главных частей: ящика и цилиндрической трубы. Снаружи эта труба закрывается герметически конусообразной крышкой. Ящик, куда вкладывается мина, закрывается герметически крышкой на петлях, которая задраивается особыми рычагами и барашками. Мина выбрасывается сжатым воздухом. Давление воздуха в момент выстрела в аппарате от 30-28 фунт., а давление в воздухохранителе 6 атмосфер. Длина всего аппарата 50 фут. Ящик от трубы отделяется клинкетом. Динамо-электрическая машина Сименса Д. Она развивает при 1000 оборотах 28 амп. и 50 вольт. Двигатель и коловратная машина 2-го типа Графа Шнейдера. Фонарь Манжена в 30 сантим., лампа ручная.
На испытаниях в октябре 1877 года скорость вместо ожидаемых заказчиком 17 узлов составила лишь 13,5 узлов. В дальнейшем скорость удалось довести до 14,5 узлов. Корабль имел плохую остойчивость и склонность к опрокидыванию; для решения этой проблемы пришлось положить в трюм балласт, отчего осадка увеличилась на 0,45 метра.
В 1886 году, по предложению командира корабля капитана 2 ранга Н. В. Чайковского, миноносец был довооружён четырьмя пятиствольными орудиями Гочкиса и двумя установками метательных мин для укороченных торпед Уайтхеда.
«Взрыв» вплоть до начала века служил в составе учебно-минного отряда. 5 июля 1906 года корабль был разоружён, выведен из состава флота и сдан к Кронштадтскому порту на хранение. 8 ноября 1907 года миноносец был исключен из списков флота и продан на слом.

## Командиры
- 16.04.1877-08.01.1880 — капитан-лейтенант Деливрон, Андрей Карлович
- 1880—1885 — капитан-лейтенант Бирилёв, Алексей Алексеевич
- 1886 — капитан 2-го ранга Чайковский Н. В.
- 1893—1894 — капитан 2-го ранга Игнациус, Василий Васильевич
- 1896—1897 — Ферзен, Василий Николаевич
- 13.01.1897-xx.12.1897 — капитан-лейтенант Элленбоген, Михаил Александрович